# Titularbistum Athribis
Athribis (ital.: Atribi) ist ein Titularbistum  der römisch-katholischen Kirche. 
Es geht zurück auf ein früheres Bistum der antiken Stadt Athribis in Ägypten (spätantike römische Provinz Aegyptus Herculea bzw. Augustamnica) im östlichen Nildelta, das der Kirchenprovinz Leontopolis angehörte.
| Titularbischöfe von Athribis |                                                                     |                                                                                           |                   |                   |
| Nr.                          | Name                                                                | Amt                                                                                       | von               | bis               |
| 1                            | Frederick Charles Hopkins SJ                                        | Apostolischer Vikar von Britisch-Honduras (Britisch-Honduras)                             | 17. August 1899   | 19. April 1923    |
| 2                            | Michael Buchberger                                                  | Weihbischof in München und Freising (Deutschland)                                         | 13. November 1923 | 19. Dezember 1927 |
| 3                            | Konstantyn Dominik                                                  | Weihbischof in Chelmno (Polen)                                                            | 20. Januar 1928   | 7. März 1942      |
| 4                            | Sylvester Philip Wang Tao-nan OFM (Sylvester Philip Wang Uamtaonan) | Apostolischer Vikar von Fengxiang (Republik China)                                        | 9. Juni 1942      | 11. April 1946    |
| 5                            | Louis-Marie-Joseph Durrieu MAfr                                     | Apostolischer Koadjutorvikar von Ouagadougou (Obervolta) Generalsuperior der Weißen Väter | 11. Juli 1946     | 4. Juli 1958      |
| 6                            | Henryk Grzondziel                                                   | Weihbischof in Gnesen (Polen)                                                             | 20. Mai 1959      | 24. Mai 1968      |